# 中華人民共和国国家衛生健康委員会

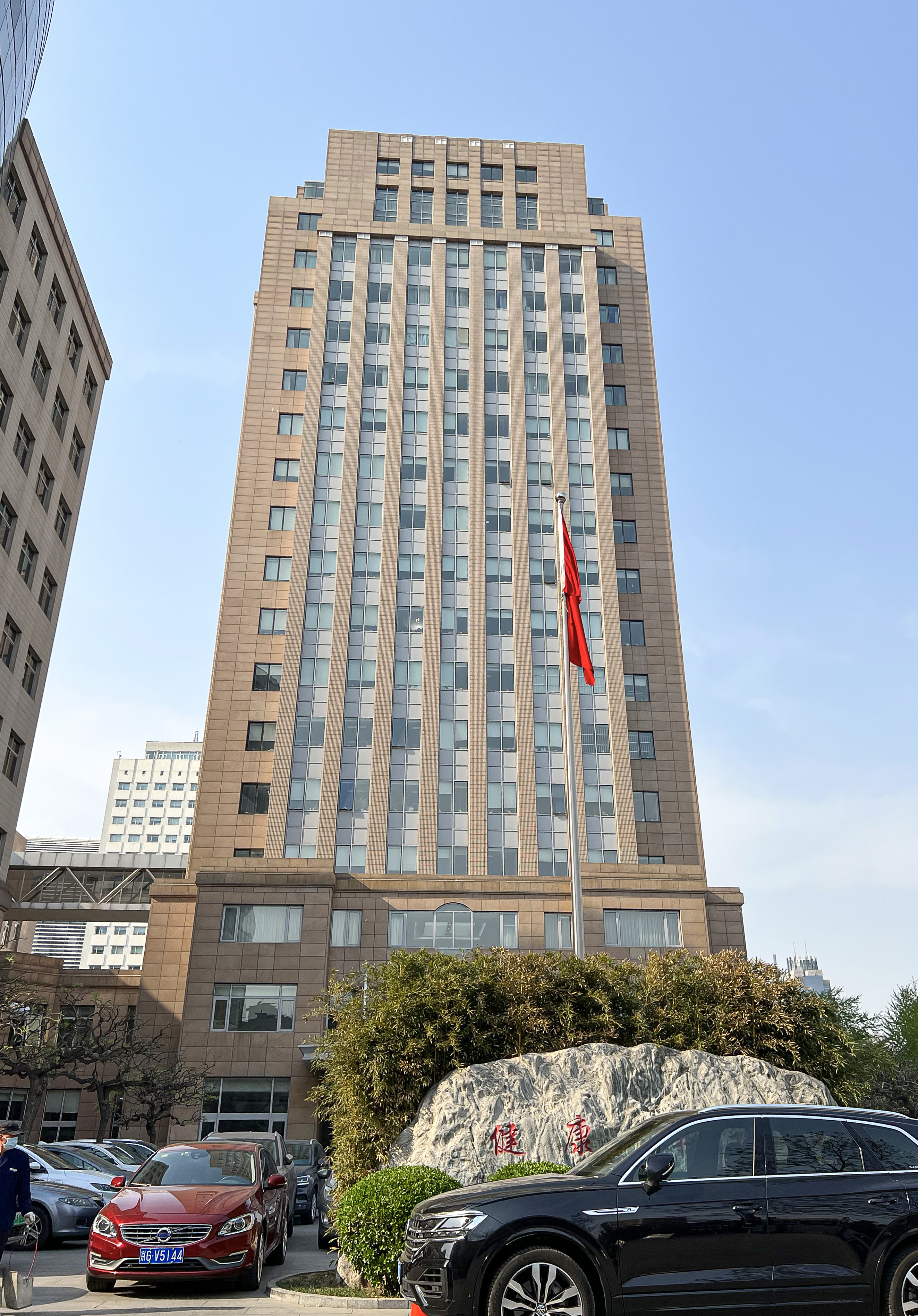
国家衛生健康委員会ビル

中華人民共和国国家衛生健康委員会（ちゅうかじんみんきょうわこくこっかえいせいけんこういいんかい、英: National Health Commission (NHC)）は、中華人民共和国国務院に属する機関。国民衛生と健康を担当する。一般には国家衛生健康委員会、または国民健康委員会、国家衛健委と呼ばれる。
国家衛生健康委員会は、主に、国家の健康政策の策定、医療および保健システムの改革の調整と推進、国家の必須医薬品システムの組織化、公衆衛生、医療サービス、および健康緊急事態の監督と管理、家族計画の管理とサービスの責任、および高齢化への対応、医療と栄養を統合するための政策と手段などを担当する。旧称中華人民共和国衛生部（厚労省相当）、2013年に省庁再編にて中華人民共和国国家衛生与計画生育委員会に改組され、その後の2018年にこの国家衛生健康委員会に再編された。
中華人民共和国衛生部（1949年 - 2013年）→ 中華人民共和国国家衛生与計画生育委員会（2013年 - 2018年）→ 中華人民共和国国家衛生健康委員会（2018年 - ）

## 概要
2018年3月17日、第13回国民人民会議の第1セッションで、国務院制度改革計画に関する第13回国民人民会議の決定を可決し、国務院制度改革計画を承認。
「国家衛生健康委員会と家族計画委員会は、国務院をリードする医療・保健制度を深めるために、国立老化委員会の事務局業務、工業情報化は、生産の安全性の監督の国家管理と国務院の不可欠な部門として予約労働安全衛生監督管理責任は統合、国家衛生健康委員会の形成がある。国家衛生健康委員会の仕事は国民の健康維持。民政部は、国家衛生健康委員会が主催。国務院大手グループの事務所の医療と保健システムを深めるように設定するべき」
2018年3月27日、国家衛生健康委員会が正式にリストされた。
2019年3月2日の発表（中国の首相李克強）で、第709回国務院に署名したいくつかの行政法規改正を国務院が行うことを決定し、「化粧品衛生監督条例」に「健康管理部門」の化粧品規制部門のすべてのレベルでの化粧品衛生監督管理部門化粧監督責任を行使する、と述べている。

## 活動内容
「国家衛生健康委員会の機能配分、内部機関および人員配置に関する規定」によれば、国家衛生健康委員会は次の機能を果たす。
- 国家保健政策の策定、保健サービス開発のための法律と規制、政策と計画の草案、部門の規制と基準の策定、および実施の編成 健康資源の配分に関する全体的な計画を立て、地域の健康計画の準備と実施を指導する。
- 基本的な公衆衛生サービスにおいて、平等化、包括性、利便性、および公共資源の拡大を促進するための政策と措置の実施を策定し、組織化する。
- 医療および保健システムの改革を推進し、医療および保健システムの改革の主要な原則、政策、および手段の研究と提案を行う。
- 公立病院の包括的な改革を組織し、管理と運営の分離を促進し、近代的な病院管理システムを改善し、健康の公共サービス提供者の主要組織とそれらを提供する方法の多様化を促進する政策と措置の実施を策定し,医療サービスと薬価政策のための提案を提出する。
- 人々の健康と公衆衛生を危険にさらす病気の予防と制御計画、国家予防接種計画、介入措置の実施を策定し組織化し、検疫感染症のカタログと感染症の監視を開発する。健康緊急作業を担当し、公衆衛生の緊急事態の予防と管理、およびさまざまな公衆緊急事態の医療および健康救助を組織し、指導する。
- 人口の高齢化に対処するための政策と措置の策定と調整を組織し、高齢者医療サービスシステムの構築と医療とメンテナンスの統合を促進する責任を負う。
- 国家薬物政策と国家必須薬物システムの策定を計画し、薬物使用モニタリング、臨床総合評価、薬物不足の早期警告を実施し、国家必須薬物価格政策の勧告を提出し、国家薬局方の策定に参加する。食品安全リスクの監視と評価を組織し、法律に従って食品安全基準を策定し公開する。
- 職業上の健康、放射線の健康、環境の健康、学校の健康、公共の場所の健康、飲料水の健康などの公衆衛生の監督と管理を担当し、感染症の予防と管理を担当し、包括的な健康と健康の監督システムを改善する。たばこ規制に関する枠組み条約の実施を主導する。
- 医療機関および医療サービス業界の実施を策定および監督し、医療サービスの評価および監督管理システムを確立する。関連部門と連携して、医療専門家の資格基準を策定し、実施する。医療サービスの仕様、標準、専門家および医療専門家および技術者の実践規則およびサービス仕様の実装を策定および編成する。
- 家族計画の管理とサービスを担当し、人口監視と早期警告を実施し、人口と家族開発に関連する政策提言を研究し、提言し、改善する。
- 地域の保健業務を指導し、一次医療、母子保健サービスシステム、一般開業医チームの構築を指導する。健康科学と技術の革新と発展を促進する。
- 担当する中央医療受給者の医療、健康保険は党と国がを担当している。
- 中国伝統医学を管理し、中国老化協会を主催し、中国家族計画協会の事業を指導する。

## 組織

### 内部組織
- 総局
- 人事部
- 国家財政および健康委員会
- 規制部
- システム改革部
- CDC
- 労働衛生課
- 人口監視と家族開発の部門
- 推進部
- 国際協力部
- 組織党委員会

## 歴代事務局長
主任
- 馬暁偉（2018年3月19日 - ）[1]

副主任
- 崔麗（中国語版）（2018年3月23日 - 2019年1月29日）[2][3]
- 王賀勝（中国語版）（2018年3月23日 - ，2020年2月任命中共湖北省委常任委員、湖北省保健委員会党、秘書、主任）
- 李斌（2018年12月28日 - ）[4]
- 曾益新（中国語版）（2018年3月23日 - ，兼中央保健委員会副主任）
- 于学軍（2019年1月29日 - )

党書記
- 馬暁偉

副党書記
規律検査長
- 馬奔（2018年3月23日 - ）

党員
- 崔麗（2018年3月23日 - 2019年1月29日）
- 王賀勝（2018年3月23日 - ，2020年2月から中共湖北省委常任委員）
- 李斌（2018年12月 - ）
- 曾益新（2018年3月23日 - ）
- 于学軍（2019年1月29日 - ）
- 王建軍（2018年3月23日 - ）
- 余艶紅（2018年6月 - ，兼国家漢方医療薬管理局党書記、副局長）